# رامالاکاندورا
رامالاکاندورا (به لاتین: Rammalakandura) یک منطقهٔ مسکونی در سری‌لانکا است که در استان مرکزی (سری‌لانکا) واقع شده‌است.